# Zračna luka São Tomé
Zračna luka São Tomé (por. Aeroporto Internacional de São Tomé) je međunarodna zračna luka koja se nalazi na otoku Sveti Toma, 5 km od glavnog grada São Tomé. Riječ je o glavnoj zračnoj luci afričke otočne državice Sveti Toma i Princip.
Zračna luka je smještena na nadmorskoj visini od 10 m te ima jednu asfaltiranu pistu.

## Avio kompanije i destinacije
Zračnu luku São Tomé koriste sljedeće avio kompanije za civilni transport:
| Sveti Toma i Princip Transport putnika | Sveti Toma i Princip Transport putnika                     |
| Avio kompanija                         | Destinacija                                                |
| -------------------------------------- | ---------------------------------------------------------- |
| Africa's Connection STP                | Príncipe, Malabo, Libreville, Douala, Port-Gentil, Bayanga |
| Air Nigeria                            | Douala, Lagos, Libreville                                  |
| CEIBA Intercontinental                 | Libreville, Malabo                                         |
| Gabon Airlines                         | Libreville                                                 |
| EuroAtlantic Airways                   | Lisabon                                                    |
| TAAG Angola Airlines                   | Luanda, Praia                                              |
| White Airways                          | Lisabon                                                    |

## Vanjske poveznice
|  | Zajednički poslužitelj ima još gradiva o temi Zračna luka São Tomé |